# Francis Beaumont
Francis Beaumont (asi 1584 Grace-Dieu, Leicestershire – 6. března 1616 Londýn) byl anglický dramatik pozdní renesance (období tzv. alžbětinského divadla).

## Život
Pocházel ze starého rodu nižší šlechty v Lecaectershire. Studoval v Oxfordu, ale po smrti otce v roce 1598 studia opustil a snažil se pokračovat ve studiích na Inner Temple v Londýně. Brzy se však začal věnovat literatuře. Spolu se svým přítelem Johnem Fletcherem napsal v letech 1606–1616 asi patnáct divadelních her. Svou tvorbou patřil do oblasti aristokratického (dvorského) divadla.

## Divadelní hry
Míra spolupráce na jednotlivých divadelních hrách je v různých pramenech uváděna různě. Zde jsou hry zařazeny tak, jak je řadí níže uvedená literatura.

### Samostatně
- The Woman-Hater (1607, Odpůrce žen), komedie.

### S Johnem Fletcherem
- Cupid’s Revenge (asi 1607, Kupidova pomsta), tiskem 1615, tragédie.
- The Knight of the Burning Pestle (asi 1609, Rytíř hořící paličky), tiskem 1613, komedie, první dramatická parodie na rytířskou tematiku.
- Philaster, or Love Lies a-Bleeding (asi 1609, Philaster aneb láska krvácí), tiskem 1620, tragikomedie o pěti dějstvích.
- The Captain (asi 1609, Kapitán), tiskem 1647, komedie.
- A King and No King (1611, Králem být a nebýt), tiskem 1619, tragikomedie.
- A Maid’s Tragedy (1611, Dívčina tragédie), tiskem 1619, tragédie.
- Love’s Pilgrimage (1615, Pouť lásky), tiskem 1647, tragikomedie.

## Česká vydání
- Philaster, čili, Láska krvácí: tragikomedie o pěti dějstvích. Přeložil Norbert Fomeš. Praha: Kamilla Neumannová, 1918.
- Rytíř hořící paličky. Přeložil Břetislav Hodek. Praha: Dilia, 1969.
- Králem být a nebýt. Přeložil Jiří Josek. Praha: Dilia, 1981.
- Francis Beaumont a John Fletcher: Králem být a nebýt (přeložil Jiří Josek). In: Alžbětinské divadlo. Drama po Shakespearovi. [Uspořádali Alois Bejblík, Jaroslav Hornát a Milan Lukeš.] Praha: Odeon, 1985, s. 45–114.